# Коулз, Филлип
Фи́ллип Уо́лтер Ко́улз (англ. Phillip Walter Coles; 20 июля 1931, Сидней — 28 января 2023, Сидней) — австралийский гребец-байдарочник, выступал за сборную Австралии на всём протяжении 1960-х годов. Участник трёх летних Олимпийских игр, победитель и призёр многих регат национального значения. Также известен как спортивный чиновник и функционер, член Ордена Австралии.

## Биография
Филлип Коулз родился 20 июля 1931 года в Сиднее. Увлёкшись греблей на байдарках и каноэ, проходил подготовку в одном из спортивных клубов штата Новый Южный Уэльс.
Первого серьёзного успеха на взрослом международном уровне добился в 1960 году, когда попал в основной состав австралийской национальной сборной и благодаря череде удачных выступлений удостоился права защищать честь страны на летних Олимпийских играх в Риме. В зачёте одиночных байдарок на дистанции 1000 метров дошёл только до стадии полуфиналов, где финишировал четвёртым, тогда как в программе эстафеты 4 × 500 метров совместно с Деннисом Грином, Барри Стюартом и Алланом Ливингстоуном показал в полуфинальном заезде третий результат.
Спустя четыре года Коулз прошёл квалификацию на Олимпийские игры в Токио, где соревновался на километровой дистанции в составе четырёхместного экипажа, куда также вошли гребцы Барри Стюарт, Деннис Грин и Деннис Макгвайр — в итоге им не удалось отобраться на предварительном этапе, однако через утешительный заезд они всё же пробились в полуфинал, а затем и финал, тем не менее, в решающем финальном заезде заняли последнее девятое место, проиграв победившей команде СССР более семи секунд.
После второй в своей карьере Олимпиады Фил Коулз остался в основном составе гребной команды Австралии и продолжил принимать участие в крупнейших международных регатах. В частности, в 1968 году он стал участником Олимпийских игр в Мехико — в четвёрках на тысяче метрах совместно с Барри Стюартом, Гордоном Джеффри и Деннисом Грином дошёл на сей раз только до стадии полуфиналов, где финишировал четвёртым. За десятилетие своей профессиональной карьеры он в общей сложности 25 раз выигрывал австралийское национальное первенство в различных гребных дисциплинах.
Помимо участия в регатах по гребле на байдарках и каноэ, Коулз также регулярно выступал на соревнованиях пляжных спасателей. Он является пятикратным чемпионом Австралии в этом виде спорта, в 1965 году был назначен капитаном первой австралийской команды пляжных спасателей, выступившей на соревнованиях в Калифорнии.
Завершив карьеру профессионального спортсмена, Фил Коулз занялся административной деятельностью и на этом поприще тоже добился больших успехов. В 1973 году он стал членом исполнительного совета Олимпийского комитета Австралии, в период 1985—1993 годов занимал должность генерального секретаря организации, а в 1993—1999 годах был директором по международным отношениям. В 1982 году вступил в Международный олимпийский комитет, где в течение многих лет возглавлял комиссии по многим актуальным вопросам — активно участвовал в работе МОК вплоть до восьмидесяти лет, после чего получил статус почётного члена. Помимо этого, состоял в нескольких менее значимых организациях и структурах: стоял у истоков Национальных олимпийских комитетов Океании, состоял в совете Австралийского агентства спортивных медикаментов (1996—1998), был членом Австралийской спортивной комиссии (1984—1987, 1989—1991), занимал пост вице-президента и директора организационного комитета Олимпийских игр в Сиднее (1993—1999).
В 1983 году за заслуги в спортивном управлении награждён Орденом Австралии. В 1993 году введён в Австралийский зал спортивной славы.